# Зверин-Покровский монастырь

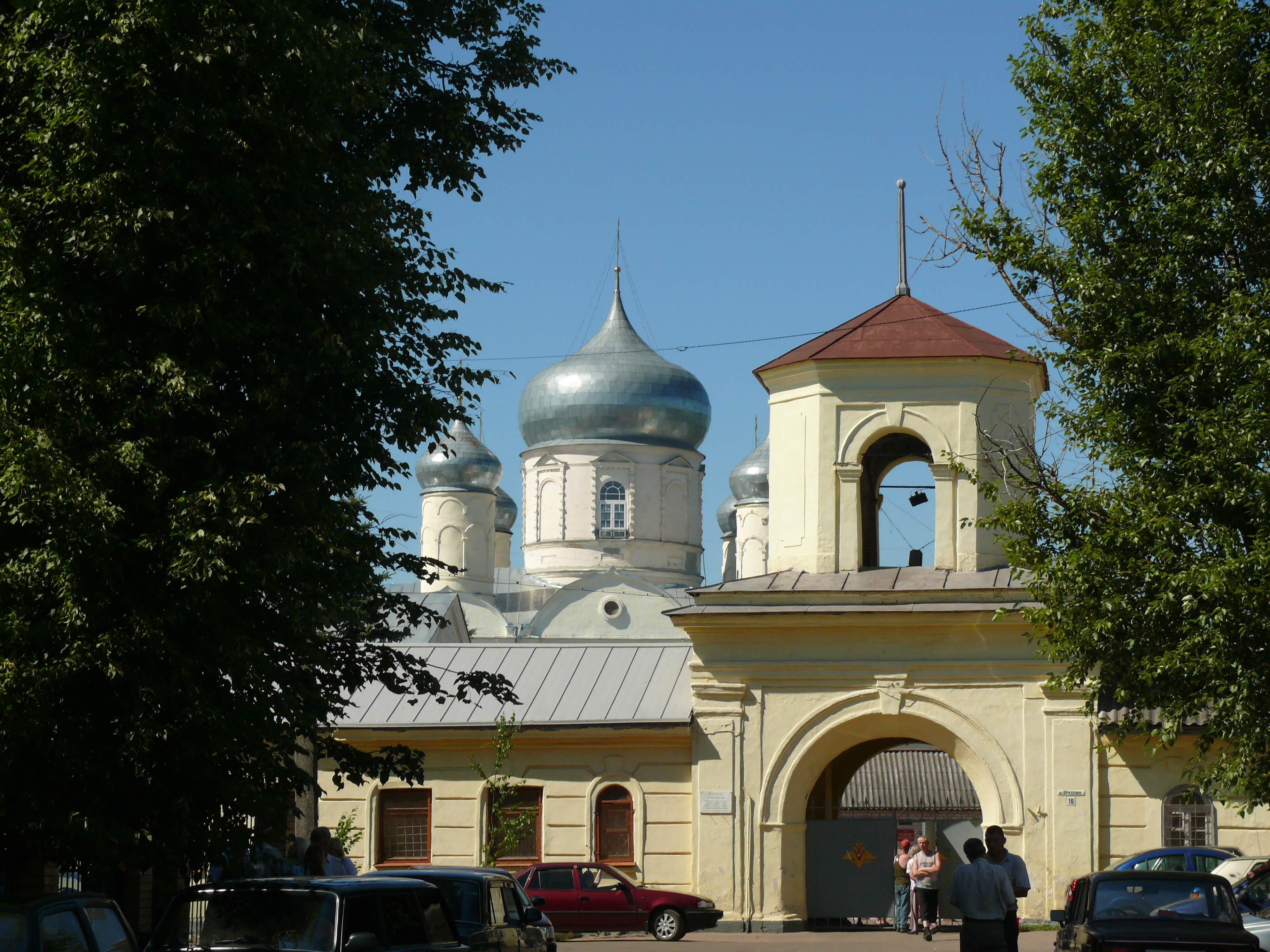
Бывший вход в Зверин монастырь со стороны Бредова-Зве́риной улицы

Зве́рин-Покро́вский монастырь — бывший женский монастырь Русской православной церкви в Великом Новгороде. Расположен на левом берегу Волхова, недалеко от места впадения в него реки Гзень.

## История

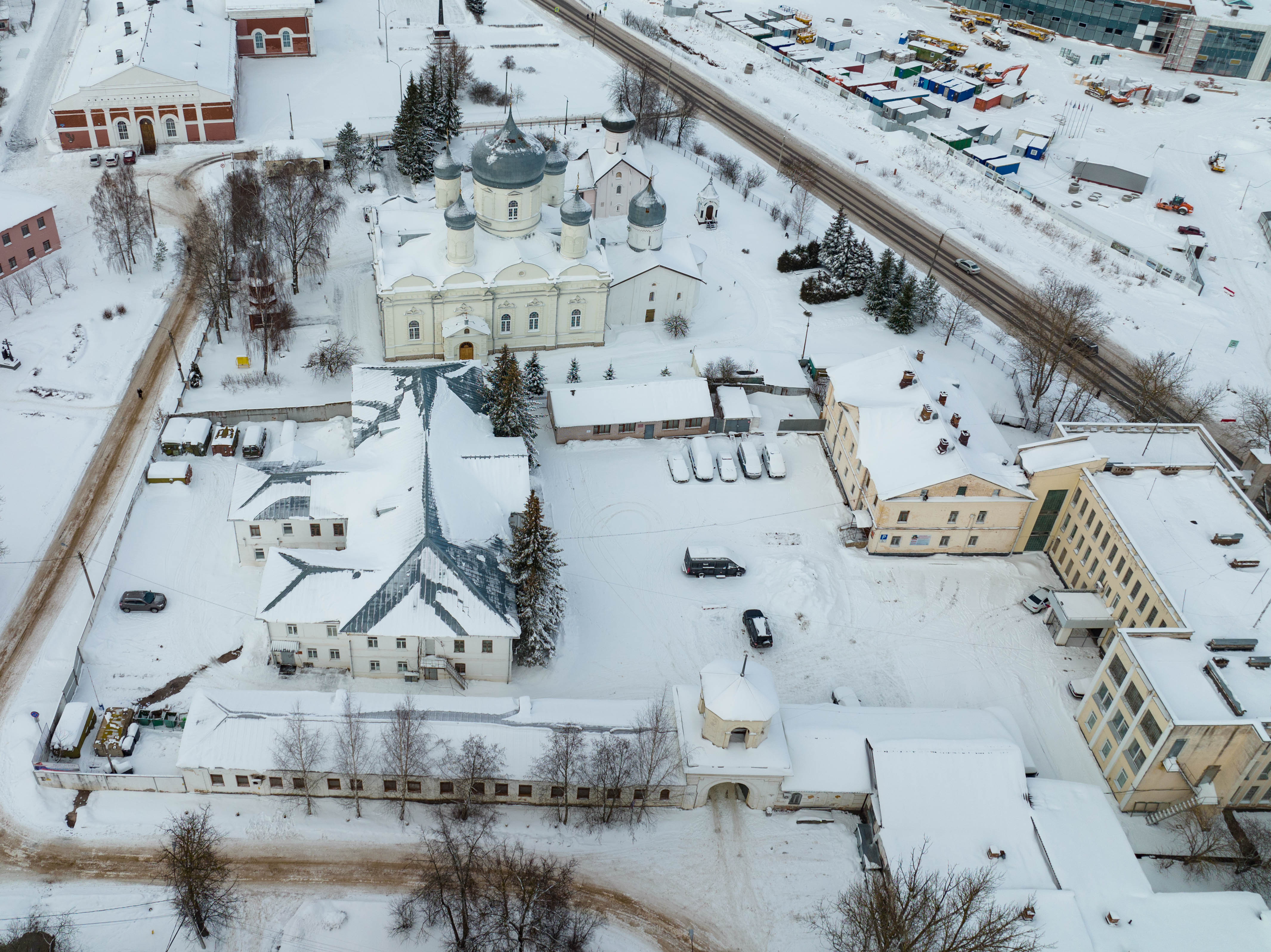
Вид на монастырь с дрона, 2022 год

Монастырь был построен на земле, рядом с которой произрастал Зверинец — заповедный лес, в котором охотились новгородские князья. Зверинец впервые упоминается в Новгородской летописи под 6577 (1069) годом в связи с победой новгородцев над полоцким князем Всеславом.
Въ то же лѣто, осень, мѣсяця октября въ 23 въ чяс 6 дни, опять приде Все … къ Новугороду; … новгородци же поставиша пълъкъ противу ихъ, у Звѣринця на Къземли; и пособи богъ Глѣбу князю съ новгородци. О, велика бяше сѣця Вожяномъ, и паде ихъ бещисльное число; а самого князя отпустишя бога дѣля.
Точная дата возникновения монастыря неизвестна. Первое упоминание о деревянной церкви Покрова в Зверином монастыре относится к 1148 году. В этот год 27 июня она была «зажжена от грома», то есть сгорела от удара молнии.
В период Петровских реформ в 1721 году, Зверин монастырь был упразднён, однако через шесть лет опять восстановлен. В конце XVIII столетия к Зверину монастырю был присоединён стоявший рядом древний Николо-Бельский монастырь. Оба были обнесены одной оградой.
К концу XIX века монастырь принадлежал к числу штатных необщежительных монастырей второго класса. Расцвет его приходится именно на это время, о чём говорит появление в 1899 году нового большого собора.
В 1919 году Покровский собор был обращён в приходскую церковь, а монастырь закрыт, хотя сёстры продолжали в нём жить. В 1920 году над приходом нависла угроза окончательного закрытия. Сёстры предприняли попытку организовать в монастыре сельскохозяйственную молочную артель, но безуспешно. В январе 1930 года решением властей деятельность прихода была прекращена. Покровский собор был возвращён верующим только в 1989 году.

## Храмы и иные постройки
Зверин-Покровский монастырь был известен двумя древними храмами и чудотворной иконой святого Симеона Богоприимца.

### Церковь Покрова Богородицы
Главная монастырская церковь — Покрова Богородицы, известна с XII века. Изначально храм был деревянным, а в 1335 году архиепископом Василием на его месте был заложен каменный. Церковь продолжили строить в 1399 году при архиепископе Иоанне II. После шведского разорения храм получил новое посвящение в честь Положения ризы Богородицы. В 1852 году рядом с церковью была похоронена вторая жена русского писателя, государственного и общественного деятеля Ивана Матвеевича Муравьёва-Апостола, Прасковья Васильевна, урожденная Грушецкая.

### Церковь Симеона Богоприимца

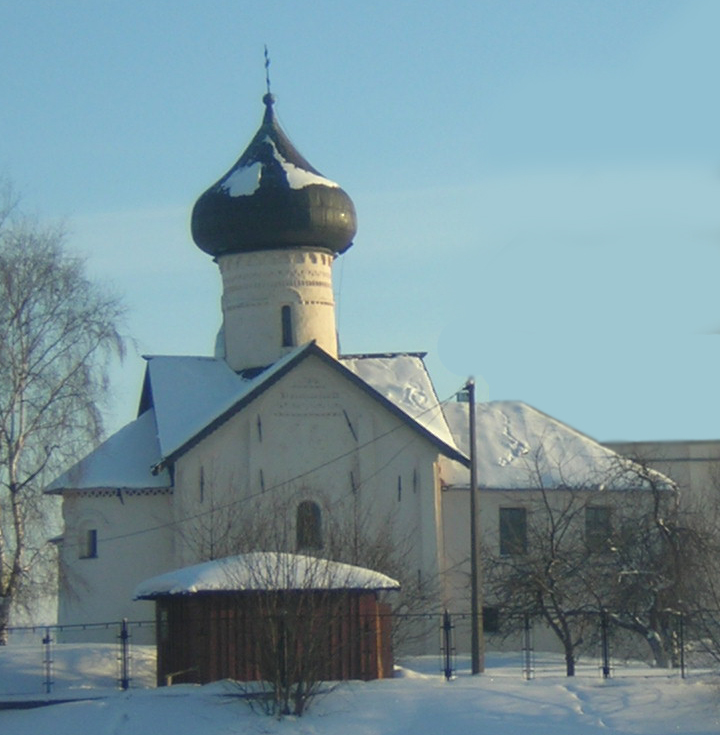
Церковь Симеона Богоприимца

В 1467 году на месте, где стоит сейчас каменный храм, жителями Новгорода была построена так называемая «обыденная» деревянная церковь. Причина постройки — мор, свирепствовавший в то время на Новгородской и Псковской республиках. Церковь была срублена за один день. Через год на этом же месте возвели каменную. Внутренние стены, своды и потолки церкви покрыты сочной по колориту фресковой живописью XV века. Это погрудные месяцесловные изображения святых (церковный календарь).

### Церковь Благовещения
Эта церковь не сохранилась. Впервые она была упомянута в писцовой книге Леонтия Аксакова в 1582-1583 году. О ней свидетельствует так же Архимандрит Макарий, сообщая, что «ветхая» церковь стояла в XVII веке.

### Покровский собор
В 1899 году рядом с церковью Покрова Богородицы был заложен большой собор — на месте разобранного по ветхости храма, который был воздвигнут здесь в начале XIX века. Сначала предполагалось использовать фундамент разобранного храма, однако после изысканий было решено, что он не выдержит новой кладки и увеличенного объёма.
Освящение собора состоялось 30 сентября 1901 года, накануне праздника Покрова Богородицы. Его совершил архиепископ Новгородский и Старорусский Гурий (Охотин). Новый собор получил название по имени стоящей рядом древней церкви, а та, в свою очередь, была переименована в честь Тихвинской иконы Божией Матери.
Кроме того, в то время в монастыре имелась колокольня, стоявшая на четырёх столбах. На колокольне — три небольших колокола.
20 марта 1995 года в собор были перенесены мощи преподобного Саввы Вишерского, обнаруженные в 1992 году при раскопках фундаментов собора Савво-Вишерского монастыря.